# Spilosoma lepus
Spilosoma lepus är en fjärilsart som beskrevs av Anders Jahan Retzius 1783. Spilosoma lepus ingår i släktet Spilosoma och familjen björnspinnare. Inga underarter finns listade i Catalogue of Life.